# 福岡県道726号渡瀬停車場線
福岡県道726号渡瀬停車場線（ふくおかけんどう726ごう わたぜていしゃじょうせん）は、福岡県みやま市を通る一般県道である。

## 概要
みやま市高田町濃施のJR九州鹿児島本線 渡瀬駅から国道208号に至る。

### 路線データ
- 起点：福岡県みやま市高田町濃施（JR九州鹿児島本線 渡瀬駅前）
- 終点：福岡県みやま市高田町濃施（JR渡瀬駅前交差点、国道208号交点、福岡県道780号黒崎開濃施線終点）
- 総延長：120 m

## 地理

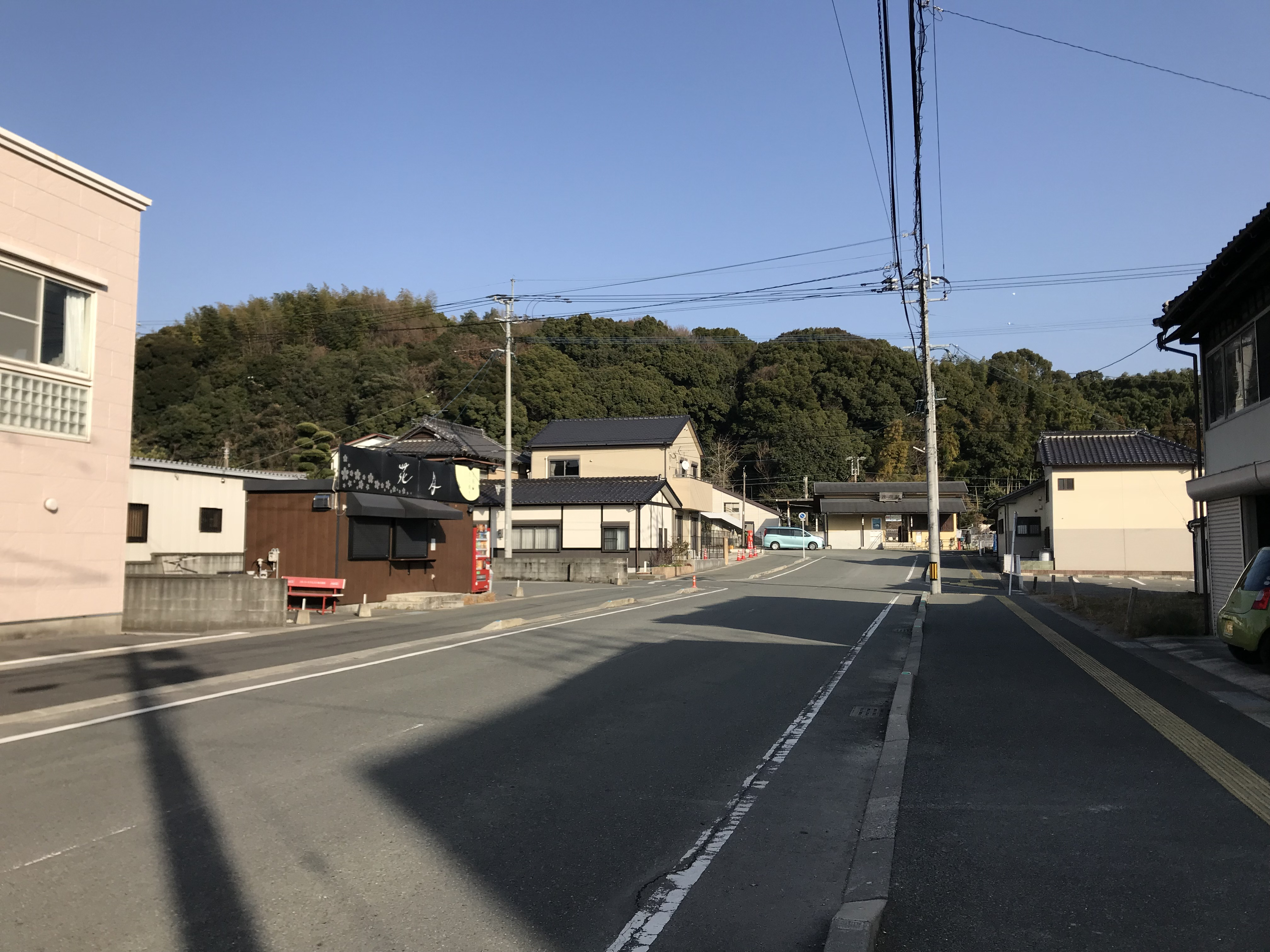
西側から渡瀬駅方面を望む

### 通過する自治体
- みやま市

### 交差する道路
| 交差する道路                                       | 交差する場所 | 交差する場所            |
| -------------------------------------------------- | ------------ | ----------------------- |
| 国道208号 国道209号 重複 福岡県道780号黒崎開濃施線 | 高田町濃施   | JR渡瀬駅前交差点 / 終点 |

### 沿線
- JR九州鹿児島本線 渡瀬駅